# 米希尔·范·朗格伦

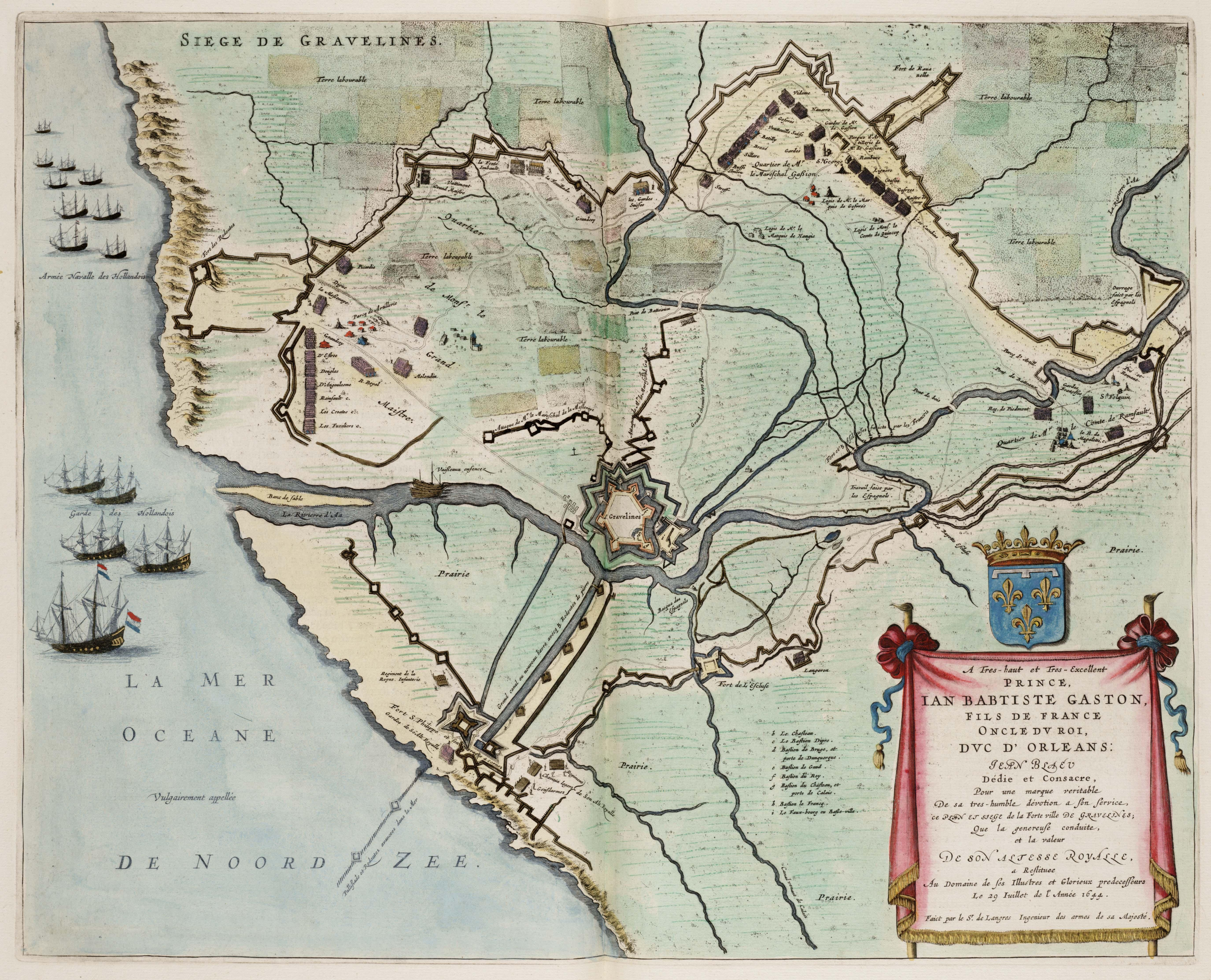
格拉沃利讷计划，1644年范·朗格伦的作品

米希尔·弗洛伦特·范·朗格伦（荷蘭語：Michiel Florent van Langren，1598年4月27日—1675年5月）是一位荷兰天文学家暨制图师，其拉丁名为朗伦厄斯（Langrenus）。

## 家庭
米希尔·范·朗格伦出生在荷兰一个地图制作世家，是该家族中最年轻的一员。他的祖父雅各布·弗洛里斯·范·朗格伦出生在荷兰海尔德兰省，后来先迁至南尼德兰，而又移居到阿姆斯特丹，在那里生下了阿诺德和亨里克斯二个儿子，令人费解的是，该家庭中每位成员的次名都沿袭了“弗洛里斯”一名，而非父名。从1580年起，雅各布和他的儿子们开始制作地球和天球仪。现幸存的一对1586年制作的，其天球仪是基于威理博·司乃耳的父亲-鲁道夫·司乃耳所提供的天文数据，另外，他们又与彼得勒斯·普朗修斯合作制作了1589年版的天球仪。1592年，荷兰国会授予范·朗格伦家族经营地球仪的专营权，这导致了与约道库斯·洪第乌斯的冲突。
阿诺德和亨里克斯也制作地图，他们的世界地图大多参照普朗修斯或奥特利乌斯的地图绘制的，但有时还包含有一些最新发现的地方（如新地岛和朝鲜半岛）。
大约在1609年左右，阿诺德带着他的二个儿子雅各布和米希尔，举家从阿姆斯特丹迁至安特卫普，受到当地人的热情欢迎，他被尊称为地球仪殿下并收到300里弗尔的安家补助费。
米希尔·范·朗格伦没受过大学教育，但他成为了一名制图师和工程师。后来他曾担任西班牙腓力四世国王的皇家天文学家和数学家，并得到过西班牙公主伊莎貝爾·克拉拉·歐亨妮亞的资助。
1675年5月在布鲁塞尔去世。

## 贡献

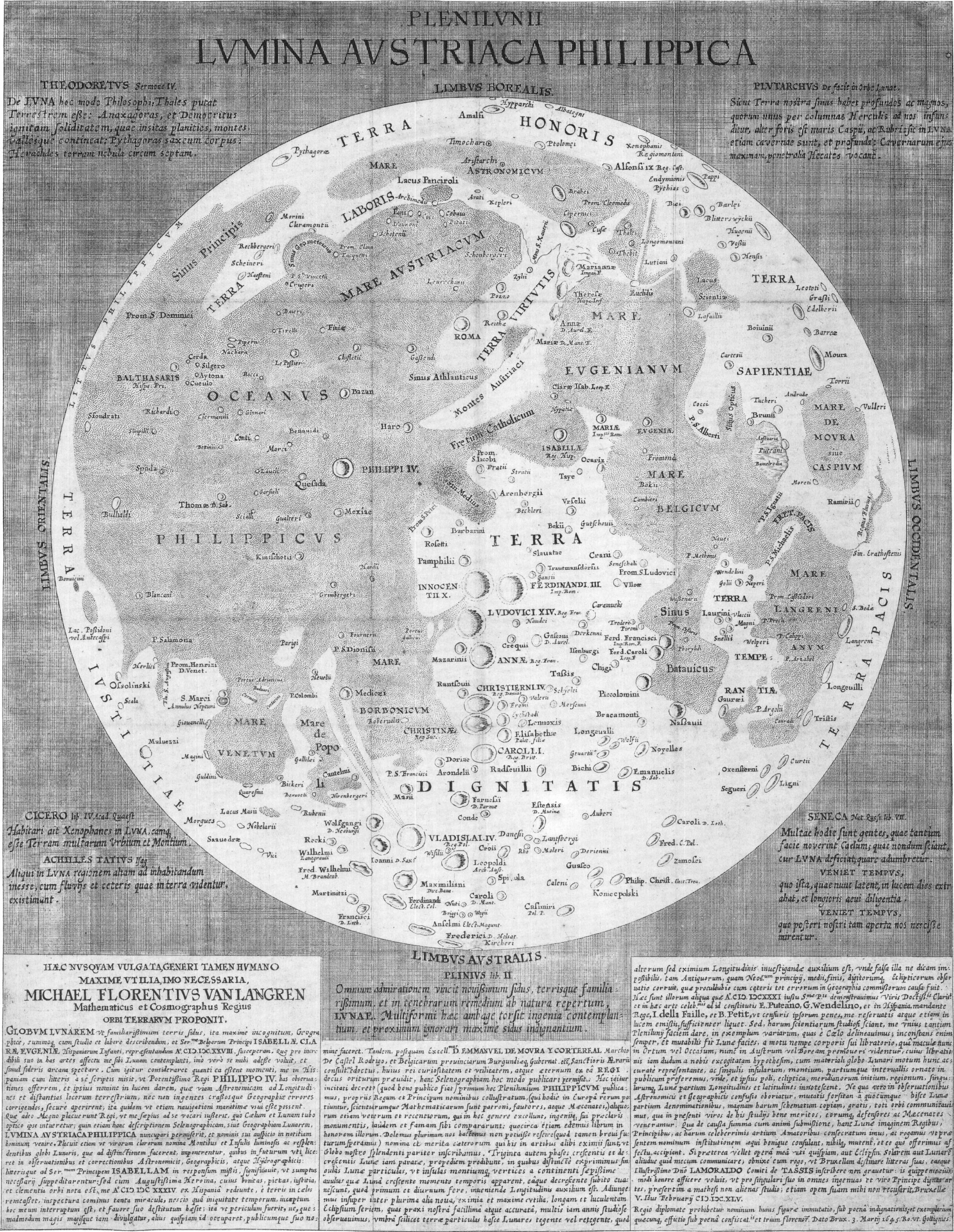
朗格伦的地图(1645年)

他的贡献之一是尝试测定经度，为显示问题的重要性，他制作了第一张（现已知的）统计数据图表，显示了托莱多和罗马间经度距离的大概估计范围。他相信通过观察整个月相周期中（不仅月食期间），月球上山峰和环形山的出现和消失，就可提高经度测定的准确度，尤其地海上。这一想法促使他在1645年绘制了一幅月面图。他曾计划绘制出月球三十个不同月相阶段的地图，但这一目标最终也没有实现。朗格伦是首位给月球上各种地貌特征赋名的人，但这些名字很少被普遍接受，原因是它们与西班牙王室有着密切的关系。

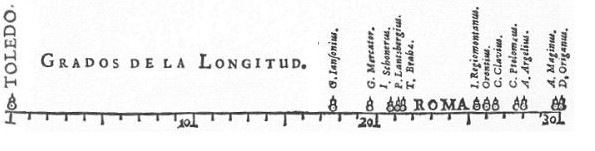
统计数据图表，显示了托莱多和罗马之间经度距离的大概估计范围。

他曾发表过对1652,C/1652 Y1 彗星的观察，绘制了各种南尼德兰地图，并为修建敦刻尔克附近港口、改进奥斯坦德港、清理安特卫普运河、防洪概念和防御工事等制作了一系列的计划。
月球上的朗伦环形山就是以他的名字命名的。

## 另请查看
- 月面学